# Anna Dybo
Anna Władimirowna Dybo (ros. Анна Владимировна Дыбо, ur. 1959) – rosyjska językoznawczyni, komparatystka. Jej działalność naukowa koncentruje się wokół języków tunguskich i tureckich.
W 1981 r. ukończyła studia na Uniwersytecie Moskiewskim, a następnie kontynuowała naukę w Instytucie Lingwistyki Rosyjskiej Akademii Nauk. W 1992 r. uzyskała stopień doktora nauk filologicznych. W 2008 r. została wybrana członkiem korespondentem Rosyjskiej Akademii Nauk.
Jej dorobek obejmuje ponad 130 publikacji naukowych, w tym 11 monografii i słowników. Współtworzyła słownik etymologiczny języków ałtajskich.

## Publikacje (wybór)
- Etymological dictionary of the Altaic languages (współautorstwo, 2003, trzy tomy)
- Лингвистические контакты ранних тюрков: лексический фонд: пратюркский период (2007)
- In defense of the comparative method, or the end of the Vovin controversy (współautorstwo, 2008)